# Unité urbaine de Riom
L'unité urbaine de Riom est une unité urbaine française centrée sur la ville de Riom, troisième ville du Puy-de-Dôme et une des sous-préfectures de ce département.

## Données générales
Dans le zonage réalisé par l'Insee en 2010, l'unité urbaine de Riom était composée de six communes, toutes situées dans le département du Puy-de-Dôme, plus précisément dans l'arrondissement de Riom. Il s'agissait des communes de Riom, de Châtel-Guyon, d'Enval, de Marsat, de Ménétrol et de Mozac.
Dans le nouveau zonage réalisé en 2020, elle est composée des six mêmes communes.
En 2022, avec 33 537 habitants, elle représente la 2e agglomération urbaine du département du Puy-de-Dôme, se classant loin derrière celle de Clermont-Ferrand, la préfecture du département et elle occupe le 29e rang régional dans la région Auvergne-Rhône-Alpes, après l'unité urbaine d'Aurillac (28e rang régional) et avant celle de Tournon-sur-Rhône (30e rang régional).
En 2022, sa densité de population s'élève à 493 hab/km2, soit trois fois moins que celle de l'unité urbaine de Clermont-Ferrand qui avec 1 515 hab/km2 est la plus élevée du Puy-de-Dôme. Par sa superficie, elle représente 0,85 % du territoire départemental mais, par sa population, elle regroupe 5,05 % de la population du Puy-de-Dôme.
L'unité urbaine de Riom est incluse dans l'aire d'attraction de Clermont-Ferrand.

## Délimitation de l'unité urbaine de 2020
Elle est composée des six communes suivantes :
| Nom                 | Code Insee | Département | Statut       | Superficie (km2) | Population (dernière pop. légale) | Densité (hab./km2) | Modifier                                    |
| ------------------- | ---------- | ----------- | ------------ | ---------------- | --------------------------------- | ------------------ | ------------------------------------------- |
| Riom (ville-centre) | 63300      | Puy-de-Dôme | ville-centre | 31,97            | 18 680 (2022)                     | 584                | modifier les données · modifier les données |
| Châtel-Guyon        | 63103      | Puy-de-Dôme | banlieue     | 14,06            | 6 294 (2022)                      | 448                | modifier les données · modifier les données |
| Enval               | 63150      | Puy-de-Dôme | banlieue     | 4,87             | 1 581 (2022)                      | 325                | modifier les données · modifier les données |
| Marsat              | 63212      | Puy-de-Dôme | banlieue     | 4,08             | 1 452 (2022)                      | 356                | modifier les données · modifier les données |
| Ménétrol            | 63224      | Puy-de-Dôme | banlieue     | 8,94             | 1 641 (2022)                      | 184                | modifier les données · modifier les données |
| Mozac               | 63245      | Puy-de-Dôme | banlieue     | 4,05             | 3 889 (2022)                      | 960                | modifier les données · modifier les données |

## Évolution démographique
| 1968   | 1975   | 1982   | 1990   | 1999   | 2010   | 2015   | 2021   |
| ------ | ------ | ------ | ------ | ------ | ------ | ------ | ------ |
| 22 641 | 24 811 | 28 759 | 31 175 | 31 645 | 32 081 | 33 406 | 33 583 |